# Кубок Европейской конфедерации волейбола среди женщин 2017/2018
38-й розыгрыш Кубка Европейской конфедерации волейбола (ЕКВ) среди женщин проходил с 12 декабря 2017 по 10 апреля 2018 года с участием 32 клубных команд из 18 стран-членов Европейской конфедерации волейбола. Победителем турнира стала турецкая команда «Эджзаджибаши» (Стамбул).

## Система квалификации
24 места в Кубке Европейской конфедерации волейбола 2017/2018 были распределены по рейтингу ЕКВ на 2017 год, учитывающему результаты выступлений клубных команд стран-членов ЕКВ в еврокубках на протяжении трёх сезонов (2013/2014—2015/2016). Согласно ему места в Кубке получили клубы стран, занимающих 1—20 позиции в рейтинге: Турция, Россия, Польша, Азербайджан (все по 1 команде, так как в основной турнир Лиги чемпионов 2018 эти страны имели возможность напрямую заявить по 2 представителя), Германия, Швейцария, Италия, Франция (все по 2), Румыния, Чехия, Сербия, Бельгия, Финляндия, Словения, Украина, Греция,Израиль,  Нидерланды, Венгрия, Белоруссия (все по 1 команде). От заявки отказались Польша, Азербайджан, Греция и Белоруссия. По одному вакантному месту предоставлены Германии и Чехии. Ещё два остались незанятыми.
Также в розыгрыш Кубка включены 10 команд, не прошедших квалификацию Лиги чемпионов.

## Команды-участницы
Не квалифицировавшиеся в Лигу чемпионов
| Страна               | Команда                     |                                    |
| -------------------- | --------------------------- | ---------------------------------- |
| Россия               | «Енисей» (Красноярск)       | 3-й призёр чемпионата России 2017  |
| Франция              | «Канне-Рошвиль» (Ле-Канне)  | 2-й призёр чемпионата Франции 2017 |
| Бельгия              | «Астерикс-Аво» (Беверен)    | Чемпион Бельгии 2017               |
| Финляндия            | «Виести» (Сало)             | Чемпион Финляндии 2017             |
| Словения             | «Нова-КБМ-Браник» (Марибор) | Чемпион Словении 2017              |
| Израиль              | «Хапоэль» (Кфар-Сава)       | Чемпион Израиля 2017               |
| Нидерланды           | «Слидрехт Спорт» (Слидрехт) | Чемпион Нидерландов 2017           |
| Венгрия              | «Линамар» (Бекешчаба)       | Чемпион Венгрии 2017               |
| Белоруссия           | «Минчанка» (Минск)          | Чемпион Белоруссии 2017            |
| Босния и Герцеговина | «Бимал-Единство» (Брчко)    | Чемпион Боснии и Герцеговины 2017  |

Заявленные непосредственно в Кубок ЕКВ
| Страна     | Команда                                |                                                                      |
| ---------- | -------------------------------------- | -------------------------------------------------------------------- |
| Турция     | «Эджзаджибаши» (Стамбул)               | По итогам чемпионата Турции 2017 (4-е место)                         |
| Россия     | «Уралочка-НТМК» (Свердловская область) | По итогам чемпионата России 2017 (4-е место)                         |
| Германия   | «Шверинер-Палмберг» (Шверин)           | Чемпион Германии 2017                                                |
| Германия   | «Альянц-МТВ» (Штутгарт)                | 2-й призёр чемпионата Германии 2017                                  |
| Германия   | «Дрезднер» (Дрезден)                   | 3-й призёр чемпионата Германии 2017                                  |
| Швейцария  | «Франш-Монтань» (Сеньлежье)            | 3-й призёр чемпионата Швейцарии 2017                                 |
| Швейцария  | «Дюдинген» (Дюдинген)                  | По итогам чемпионата Швейцарии 2017 (4-е место)                      |
| Италия     | «Поми» (Казальмаджоре)                 | по итогам чемпионата Италии 2017 (4-е место)                         |
| Италия     | «Унет-Ямамай» (Бусто-Арсицио)          | по итогам чемпионата Италии 2017                                     |
| Франция    | «Безье» (Безье)                        | по итогам предварительной стадии чемпионата Франции 2017 (3-е место) |
| Франция    | «Пэ д’Э» (Венель)                      | по итогам чемпионата Франции 2017                                    |
| Румыния    | «Букурешть» (Бухарест)                 | 2-й призёр чемпионата Румынии 2017                                   |
| Чехия      | «Оломоуц» (Оломоуц)                    | 2-й призёр чемпионата Чехии 2017                                     |
| Чехия      | «Кралово Поле» (Брно)                  | 3-й призёр чемпионата Чехии 2017                                     |
| Сербия     | «Единство» (Стара-Пазова)              | 2-й призёр чемпионата Сербии 2017                                    |
| Бельгия    | «Аудегем» (Дендермонде)                | 2-й призёр чемпионата Бельгии 2017                                   |
| Финляндия  | ХПК (Хяменлинна)                       | 2-й призёр чемпионата Финляндии 2017                                 |
| Словения   | «Кальцит» (Любляна)                    | 2-й призёр чемпионата Словении 2017                                  |
| Украина    | «Химик» (Южное)                        | Чемпион Украины 2017                                                 |
| Израиль    | «Маккаби» (Хайфа)                      | 2-й призёр чемпионата Израиля 2017                                   |
| Нидерланды | «Снек» (Снек)                          | 2-й призёр чемпионата Нидерландов 2017                               |
| Венгрия    | «Фатум-Ньиредьхаза» (Ньиредьхаза)      | 3-й призёр чемпионата Венгрии 2017                                   |

Лучшие (по итогам национальных чемпионатов 2017) волейбольные команды Турции, России, Швейцарии, Италии, Франции, Румынии, Чехии, Сербии в сезоне 2017/2018 выступали в Лиге чемпионов.

## Система проведения розыгрыша
В розыгрыше приняли участие 32 команды, из которых 10 — выбывшие из квалификационного раунда Лиги чемпионов. Во всех стадиях турнира применяется система плей-офф, то есть команды делятся на пары и проводят между собой по два матча с разъездами. Победителем пары выходит команда, одержавшая две победы. В случае равенства побед победителем становится команда, набравшая в рамках двухматчевой серии большее количество очков (за победу 3:0 и 3:1 даётся 3 очка, за победу 3:2 — 2 очка, за поражение 2:3 — 1, за поражение 1:3 и 0:3 очки не начисляются). Если обе команды при этом набрали одинаковое количество очков, то назначается дополнительный («золотой») сет, победивший в котором выходит в следующий раунд соревнований. 

## 1/16 финала
12-13.12.2017/9-11.01.2018
 «Аудегем» (Дендермонде) —  «Эджзаджибаши» (Стамбул)
13 декабря. 0:3 (11:25, 15:25, 15:25).
10 января. 0:3 (12:25, 17:25, 8:25).
 «Унет-Ямамай» (Бусто-Арсицио) —  «Бимал-Единство» (Брчко) 
12 декабря. 3:0 (27:25, 25:10, 25:23).
10 января. 3:0 (25:11, 25:14, 25:23).
 «Кальцит» (Любляна) —  «Нова-КБМ-Браник» (Марибор)
13 декабря. 1:3 (30:28, 22:25, 20:25, 16:25).
10 января. 1:3 (23:25, 25:19, 23:25, 12:25).
 ХПК (Хяменлинна) —  «Енисей» (Красноярск)
12 декабря. 0:3 (20:25, 18:25, 15:25).
10 января. 0:3 (13:25, 19:25, 16:25).
 «Снек» —  «Поми» (Казальмаджоре)
13 декабря. 0:3 (18:25, 24:26, 14:25).
10 января. 0:3 (17:25, 19:25, 17:25).
 «Маккаби» (Хайфа) —  «Линамар» (Бекешчаба)
12 декабря. 1:3 (22:25, 27:25, 9:25, 21:25).
11 января. 1:3 (15:25, 28:30, 25:12, 22:25).
 «Шверинер-Палмберг» (Шверин) —  «Канне-Рошвиль» (Ле-Канне) 
13 декабря. 3:1 (25:22, 16:25, 25:22, 25:22).
9 января. 3:1 (25:18. 18:25, 28:26, 25:23).
 «Химик» (Южное) —  «Франш-Монтань» (Сеньлежье) 
12 декабря. 3:0 (25:19, 25:11, 25:9).
11 января. 3:1 (25:12, 25:19, 22:25, 25:20).
 «Оломоуц» —  «Альянц-МТВ» (Штутгарт)
13 декабря. 0:3 (12:25, 14:25, 20:25).
10 января. 0:3 (19:25, 15:25, 18:25).
 «Фатум-Ньиредьхаза» (Ньиредьхаза) —  «Астерикс-Аво» (Беверен)
12 декабря. 0:3 (18:25, 18:25, 18:25).
10 января. 0:3 (16:25, 14:25, 16:25).
 «Дюдинген» —  «Хапоэль» (Кфар-Сава) 
13 декабря. 3:1 (25:21, 25:9, 20:25, 25:11).
10 января. 0:3 (20:25, 21:25, 22:25). «Золотой» сет — 15:13.
 «Дрезднер» (Дрезден) —  «Пэ д’Э» (Венель) 
13 декабря. 3:0 (25:13, 25:18, 25:20).
9 января. 3:0 (25:12, 25:9, 25:22).
 «Единство» (Стара-Пазова) —  «Минчанка» (Минск)
13 декабря. 1:3 (15:25, 15:25, 25:11, 23:25).
10 января. 0:3 (18:25, 12:25, 20:25).
 «Безье» —  «Слидрехт Спорт» (Слидрехт) 
13 декабря. 3:0 (25:17, 25:19, 25:21).
10 января. 3:0 (25:21, 25:20, 26:24).
 «Кралово Поле» (Брно) —  «Виести» (Сало) 
12 декабря. 0:3 (8:25, 24:26, 20:25).
10 января. 3:0 (25:16, 25:21, 25:23). «Золотой» сет — 15:13.
 «Букурешть» (Бухарест) —  «Уралочка-НТМК» (Свердловская обл.)
12 декабря. 0:3 (19:25, 21:25, 21:25).
10 января. 2:3 (25:23, 19:25, 25:15, 22:25, 8:15).

## 1/8 финала
23-25.01/6-8.02.2018
 «Эджзаджибаши» (Стамбул) —  «Унет-Ямамай» (Бусто-Арсицио) 
24 января. 3:1 (29:27, 25:18, 25:27, 25:18).
8 февраля. 3:1 (20:25, 25:18, 25:18, 26:24).
 «Енисей» (Красноярск) —  «Нова-КБМ-Браник» (Марибор) 
24 января. 3:0 (25:16, 25:20, 25:22).
7 февраля. 3:1 (26:24, 25:21, 14:25, 25:18).
 «Линамар» (Бекешчаба) —  «Поми» (Казальмаджоре)
23 января. 0:3 (20:25, 14:25, 15:25).
7 февраля. 0:3 (22:25, 18:25, 17:25).
 «Шверинер-Палмберг» (Шверин) —  «Химик» (Южное) 
25 января. 3:0 (25:16, 25:15, 25:14).
6 февраля. 3:1 (22:25, 25:13, 25:18, 25:18).
 «Альянц-МТВ» (Штутгарт) —  «Астерикс-Аво» (Беверен) 
24 января. 3:0 (25:23, 25:14, 25:17).
6 февраля. 2:3 (20:25, 29:27, 25:15, 23:25, 14:16).
 «Дюдинген» —  «Дрезднер» (Дрезден)
24 января. 0:3 (18:25, 23:25, 17:25).
7 февраля. 1:3 (25:23, 20:25, 18:25, 22:25).
 «Безье» —  «Минчанка» (Минск)
24 января. 3:2 (25:19, 20:25, 25:21, 14:25, 15:9).
7 февраля. 1:3 (25:18, 16:25, 15:25, 13:25).
 «Уралочка-НТМК» (Свердловская обл.) —  «Кралово Поле» (Брно) 
24 января. 3:0 (25:17, 25:11, 25:18).
7 февраля. 3:1 (25:10, 26:28, 25:20, 25:16).

## Четвертьфинал
20-21.02/27.02-1.03.2018
 «Енисей» (Красноярск) —  «Эджзаджибаши» (Стамбул)
20 февраля. 1:3 (16:25, 26:28, 25:23, 21:25).
28 февраля. 0:3 (20:25, 11:25, 18:25).
 «Поми» (Казальмаджоре) —  «Шверинер-Палмберг» (Шверин)
21 февраля. 0:3 (33:35, 20:25, 15:25).
1 марта. 1:3 (18:25, 25:20, 15:25, 26:28).
 «Дрезднер» (Дрезден) —  «Альянц-МТВ» (Штутгарт)
21 февраля. 0:3 (23:25, 16:25, 17:25).
28 февраля. 1:3 (15:25, 17:25, 25:21, 19:25).
 «Уралочка-НТМК» (Свердловская обл.) —  «Минчанка» (Минск)
21 февраля. 1:3 (25:20, 20:25, 22:25, 26:28).
27 февраля. 0:3 (19:25, 15:25, 23:25).

## Полуфинал
13.03/20.03.2018
 «Шверинер-Палмберг» (Шверин) —  «Эджзаджибаши» (Стамбул)
13 марта. 0:3 (18:25, 19:25, 20:25).
20 марта. 0:3 (18:25, 19:25, 20:25).
 «Альянц-МТВ» (Штутгарт) —  «Минчанка» (Минск)
13 марта. 2:3 (15:25, 25:22, 21:25, 25:11, 8:15).
20 марта. 3:2 (25:19, 25:20, 23:25, 23:25, 15:12). «Золотой» сет — 8:15.

## Финал

### 1-й матч
| 3 апреля 2018 | \| «Минчанка» (Минск) \| 1:3 cev.lu \| «Эджзаджибаши» (Стамбул) \| \| Ольга Пальчевская (1) Екатерина Сокольчик (5) Надежда Владыко (3) Оксана Ковальчук (8) Анна Гришкевич (9) Анжелика Борисевич (12) Алёна Федоринчик (либеро) Виктория Ганиева (либеро) Анастасия Кононович Надежда Столяр (7) \| Голы \| Джордан Ларсон (17) Бюшра Кылычлы (9) Тияна Бошкович (25) Мелиха Исмаилоглу (5) Рэйчел Адамс (10) Майя Огненович (4) Симге-Шебнем Акёз (либеро) Ханде Баладын \| | Минск Дворец спорта «Уручье» 3200 зрителей |
| Счёт по партиям — 14:25, 21:25, 25:22, 11:25. Время матча — 1 час 34 минуты. Судьи: Синиша Овука, Шимон Пиндраль. | | |
| «Минчанка» (Минск) | 1:3 cev.lu | «Эджзаджибаши» (Стамбул) |
| Ольга Пальчевская (1) Екатерина Сокольчик (5) Надежда Владыко (3) Оксана Ковальчук (8) Анна Гришкевич (9) Анжелика Борисевич (12) Алёна Федоринчик (либеро) Виктория Ганиева (либеро) Анастасия Кононович Надежда Столяр (7) | Голы | Джордан Ларсон (17) Бюшра Кылычлы (9) Тияна Бошкович (25) Мелиха Исмаилоглу (5) Рэйчел Адамс (10) Майя Огненович (4) Симге-Шебнем Акёз (либеро) Ханде Баладын |

### 2-й матч
| 10 апреля 2018 | \| «Эджзаджибаши» (Стамбул) \| 3:0 cev.lu \| «Минчанка» (Минск) \| \| Джордан Ларсон (12) Бюшра Кылычлы (7) Тияна Бошкович (13) Мелиха Исмаилоглу (5) Рэйчел Адамс (4) Майя Огненович (4) Симге-Шебнем Акёз (либеро) Гёзде Йылмаз Бейза Ариджи Ханде Баладын (4) \| Голы \| Ольга Пальчевская Екатерина Сокольчик (5) Надежда Столяр (7) Оксана Ковальчук (6) Анна Гришкевич (7) Анжелика Борисевич (9) Виктория Ганиева (либеро) Анастасия Кононович Владислава Просолова \| | Стамбул Дворец спорта «Burhan Felek» 5600 зрителей |
| Счёт по партиям — 25:17, 25:17, 25:17. Время матча — 1 час 16 минут. Судьи: Роберто Борис, Яна Никлова.                                                                                    | | |
| «Эджзаджибаши» (Стамбул) | 3:0 cev.lu | «Минчанка» (Минск) |
| Джордан Ларсон (12) Бюшра Кылычлы (7) Тияна Бошкович (13) Мелиха Исмаилоглу (5) Рэйчел Адамс (4) Майя Огненович (4) Симге-Шебнем Акёз (либеро) Гёзде Йылмаз Бейза Ариджи Ханде Баладын (4) | Голы | Ольга Пальчевская Екатерина Сокольчик (5) Надежда Столяр (7) Оксана Ковальчук (6) Анна Гришкевич (7) Анжелика Борисевич (9) Виктория Ганиева (либеро) Анастасия Кононович Владислава Просолова |

### MVP
Лучшим игроком финальной серии признана диагональная нападающая «Эджзаджибаши» Тияна Бошкович.

## Призёры
«Эджзаджибаши» (Стамбул): Гюльдениз Онал, Мелиха Исмаилоглу, Тияна Бошкович, Бейза Арыджи, Симге-Шебнем Акёз, Ханде Баладын, Рэйчел Адамс, Бюшра Кылычлы (Джансу), Джордан Ларсон, Эзги Дилик, Гёзде Йылмаз, Джерен-Нур Домач, Дилара Багджи, Майя Огненович. Главный тренер — Марко Аурелио Мотта.
  «Минчанка» (Минск): Виктория Ганиева, Полина Фатулаева, Надежда Столяр, Анастасия Кононович, Ольга Пальчевская, Елена Федоринчик, Надежда Владыко, Екатерина Сокольчик, Владислава Просолова, Оксана Ковальчук, Анна Гришкевич, Надежда Смирнова, Анжелика Борисевич, Дарья Токарь. Главный тренер — Виктор Гончаров.